# Distrikt Andagua
Der Distrikt Andagua liegt in der Provinz Castilla in der Region Arequipa in Südwest-Peru. Der Distrikt besitzt eine Fläche von 472 km². Beim Zensus 2017 wurden 1102 Einwohner gezählt. Im Jahr 1993 lag die Einwohnerzahl bei 1559, im Jahr 2007 bei 1311. Die Distriktverwaltung befindet sich in der 3587 m hoch gelegenen Ortschaft Andagua mit 819 Einwohnern (Stand 2017). Andagua liegt 65 km nordnordöstlich der Provinzhauptstadt Aplao.

## Geographische Lage
Der Distrikt Andagua liegt in der Cordillera Volcánica im zentralen Westen der Provinz Castilla. Der Río Andahua durchquert den Distrikt in südöstlicher Richtung und endet in der Laguna de Chachas. Der oberflächige Abfluss des Sees nach Süden zum Río Colca wird durch Lavaströme blockiert.
Der Distrikt Andagua grenzt im Westen und im Nordwesten an die Distrikte Salamanca und Cayarani (beide in der Provinz Condesuyos), im Norden und im Nordosten an die Distrikte Chilcaymarca und Orcopampa, im Osten an den Distrikt Chachas, im Südosten an den Distrikt Ayo sowie im Südwesten an den Distrikt Machaguay.

## Ortschaften
Im Distrikt gibt es neben dem Hauptort folgende größere Ortschaften:
- Callhuas
- San Antonio
- San Isidro de Tauca
- Soporo